# يوهان لودفيج كريستيان جرافنهورست
يوهان لودفيج كريستيان جرافنهورست (بالألمانية: Carl Gravenhorst)‏ (و. 1777 – 1857 م) هو عالم حشرات، وعالم حيواني، وأستاذ جامعي من ألمانيا . ولد في براونشفايغ.
توفي في فروتسواف، عن عمر يناهز 80 عاماً.

## التعليم
تعلم في جامعة غوتنغن

## مناصب وهيئات
أدار جامعة غوتنغن.